# Ennenburg
Die Ennenburg ist eine abgegangene ostfriesische Häuptlingsburg der Familie Attena in Norden im niedersächsischen Landkreis Aurich. Ihre Lage ist bisher nicht sicher bekannt. Ufke Cremer vermutet die Burg am Ort der späteren Osterburg, Almuth Salomon hingegen im Bereich des Hafens.

## Geschichte
Die Ennenburg war seit dem 14. Jahrhundert Sitz der Familie Attena. Almuth Salomon nimmt an, dass der 1367, 1378 und 1385 als Häuptling im Norderland genannte Hilo Attena hier residierte. Hilo starb kinderlos. Ein entfernter Verwandter, Enno Edzardisna, machte seine Erbansprüche geltend und erschien ab 1400 als Häuptling von Norden in den Quellen. Nach ihm ist die Ennenburg benannt. Enno wurde 1407 von Keno ten Broke im Bund mit den Hamburgern geschlagen, weil er die Vitalienbrüder unterstützt hatte. In der Folge wurde 1408 die Turmburg geschliffen.
Die ehemalige Osterburg östlich der Altstadt gilt als möglicher Nachfolgebau. Ihr erster bekannter Besitzer war in der zweiten Hälfte des 15. Jahrhunderts Halle Hadelsen. Danach ging sie über die Loringa im 17. Jahrhundert an die von Schlepegrell. Der erste bürgerliche Besitzer war ab 1753 der Deichrichter Fridag. Ab 1848 war sie im Besitz der Eisengießerei Julius Meyer & Co. und in deren Fabrikkomplex einbezogen. Nach Stilllegung des Betriebs wurde sie 1969 auf Abbruch verkauft.